# أليسون باشفورد
أليسون باشفورد (بالإنجليزية: Alison Bashford)‏ هي مؤرخة أسترالية، ولدت في 1963.